# Ютта Урпілайнен
Ютта Паулійна Урпілайнен (фін. Jutta Pauliina Urpilainen; нар. 4 серпня 1975, Лапуа) — фінська політична діячка, депутатка едускунти (фінського парламенту) від Соціал-демократичної партії (СДП) (з 2003 понині), голова СДП (2008–2014), міністерка фінансів Фінляндії (2011–2014).

## Біографія
Народилася в сім'ї парламентського радника Карі Йоганнеса Урпілайнен (Kari Johannes Urpilainen) і викладачки Пірьо Рійтти Урпілайнен (Pirjo Riitta Urpilainen).
Навчалася в Університеті Ювяскюля, який закінчила в 2002 році зі ступенем магістра педагогічних наук. У 2002–2003 році закінчила навчальний курс управління в галузі освіти.
У 2001 році була обрана головою Європейсько-фінської молодіжної асоціації. Працювала шкільною вчителькою: спочатку в Гельсінкі (2001–2002), потім у Коккола (2002–2003). Була помічницею депутата парламенту.
Влітку 2008 року була обрана головою фінської Соціал-демократичної партії. Стала першою жінкою в історії Фінляндії, яка очолила цю партію. У 2012 році була переобрана.
Ютта Урпілайнен — депутатка фінського парламенту з 19 березня 2003. 27 квітня 2011 була обрана першим віцеспікеркою фінського парламенту, за неї віддали свої голоси 193 депутати з 200 (займала цю посаду до призначення на посаду міністерки фінансів).
З 22 червня 2011 по 6 червня 2014 року — віцепрем'єрка і міністерка фінансів Фінляндії в кабінеті Катайнена.
9 травня 2014 на з'їзді партії програла вибори за посаду голови СДП: за неї віддали свої голоси 243 депутати, за Антті Рінне — 257 депутатів. У зв'язку з такими результатами голосування Урпілайнен повідомила, що вона, швидше за все, покине посаду міністра фінансів; вона припускала, що це може відбутися в кінці червня 2014. Насправді вона покинула міністерську посаду навіть раніше, 6 червня 2014 року, її змінив новий лідер СДП Антті Рінне; після цього Урпілайнен знову стала рядовою депутаткою парламенту, повернулася до комісії парламенту з закордонних справ, а також до ради банківських уповноважених парламенту.

## Особисте життя
У 1997 році була опублікована книга Урпілайнен Kaiken maailman koulutusta.
У 2002 році Урпілайнен записала CD-диск з різдвяними піснями Jouluisia Ajatuksia («Різдвяні роздуми»).
Живе в Коккола.